# Miss Brasil 1992
Miss Brasil 1992 foi a 38ª edição do tradicional concurso de beleza feminina de Miss Brasil, cujo objetivo foi selecionar a representante brasileira no Miss Universo 1992. Realizado pela empresária Marlene Brito, a competição contou com a participação de vinte e seis (26) candidatas representando todas as unidades federativas brasileiras. O evento teve seu ápice no dia 24 de março daquele ano na casa de espetáculos "Olympia", com a presença da Miss Universo 1991, Lupita Jones. Patrícia Godói, Miss Brasil 1991, coroou sua sucessora, a Miss Paraná, Maria Carolina Portella Otto.

## Resultados

### Colocações
| Posição               | Estado & Candidata |
| --------------------- | --- |
| Vencedora             | - Paraná - Carolina Portella Otto |
| 2º. Lugar             | - Ceará - Andréa Ferreira |
| 3º. Lugar             | - Mato Grosso - Alessandra Nardez |
| Finalistas            | - Santa Catarina - Sandra Merlo - São Paulo - Flávia Machado |
| Top 12 Semifinalistas | - Amapá - Diva Lopes - Amazonas - Cristina Pereira - Bahia - Nathalie Guerreiro - Paraíba - Fabiana Pirro - Pernambuco - Cláudia Romão - Rio Grande do Norte - Rose Paiva - Rio Grande do Sul - Juliana Wülfing |

### Ordem dos anúncios
| 1. Paraná 2. Paraíba 3. Mato Grosso 4. Amapá 5. Amazonas 6. Bahia 7. Ceará 8. Pernambuco 9. Rio Grande do Norte 10. Rio Grande do Sul 11. Santa Catarina 12. São Paulo | 1. Santa Catarina 2. Mato Grosso 3. São Paulo 4. Paraná 5. Ceará |  |  |

## Jurados
Ajudaram a definir a campeã:
1. Laércio Gonçalves, médico;
2. Vera Nassim, colunista social;
3. Lupita Jones, Miss Universo 1991;
4. Wileman Ferreira da Silva, empresário;
5. Cátia Kupssinskü, Miss Brasil Mundo 1991;
6. Stephen Bowles, diretor de agência de modelos;
7. Dávio Ukumura, empresário do ramo hoteleiro;
8. Alfonso Onoa, produtor de moda e TV;
9. Márcia Gabrielle, Miss Brasil 1985;
10. Afonso da Paz, cirurgião plástico;
11. Carlos Batista, jornalista;

## Candidatas
Disputaram o título este ano: 
| - Acre - Mariádna Gonçalves de Souza - Alagoas - Patrícia Bani - Amapá - Diva Maria de Oliveira Lopes - Amazonas - Ana Cristina da Silva Pereira - Bahia - Nathalie Maria Duarte Guerreiro - Ceará - Andréa Cristina Ferreira - Distrito Federal - Kátia Jerusa Steimpaj - Espírito Santo - Simone Herculano Silva - Goiás - Giovanka Silveira Barros - Maranhão - Virna Fecury Zenn - Mato Grosso - Alessandra Nardez César - Mato Grosso do Sul - Karlotte Eloísa Testoni - Minas Gerais - Aliani de Paiva - Pará - Maria Cecília Monteiro | - Paraíba - Fabiana Tavares de Lima Pirro - Paraná - Maria Carolina Portella Otto - Pernambuco - Ana Cláudia Pessoa Romão - Piauí - Patrícia Gonçalves da Silva - Rio de Janeiro - Luíza Carla Moço de Souza - Rio Grande do Norte - Rose Nascimento Paiva - Rio Grande do Sul - Juliana Wülfing - Rondônia - Sandra Cristina de Oliveira - Roraima - Kith Oliveira de Siqueira - Santa Catarina - Sandra Regina Merlo - São Paulo - Flávia Cristiane Machado - Sergipe - Raquel Dalla Bernardina - Tocantins - Zélia Barros Fonsêca |